# Santa Cruz Chica
Santa Cruz Chica är en ort i Mexiko.   Den ligger i kommunen Xicotepec och delstaten Puebla, i den sydöstra delen av landet, 150 km nordost om huvudstaden Mexico City. Santa Cruz Chica ligger 1 170 meter över havet och antalet invånare är 291.
Terrängen runt Santa Cruz Chica är kuperad söderut, men norrut är den bergig. Runt Santa Cruz Chica är det ganska tätbefolkat, med 149 invånare per kvadratkilometer. Närmaste större samhälle är Huauchinango, 15,0 km sydväst om Santa Cruz Chica. I omgivningarna runt Santa Cruz Chica växer i huvudsak städsegrön lövskog.